# Pramila Jayapal
Pramila Jayapal (Chennai, 21 settembre 1965) è una politica e attivista statunitense, membro della Camera dei Rappresentanti per lo stato di Washington.

## Biografia
Nata in India, Pramila Jayapal crebbe tra Giacarta e Singapore e a sedici anni si trasferì negli Stati Uniti d'America per frequentare il college. Conseguì un Bachelor of Arts a Georgetown e un MBA alla Northwestern, quindi ottenne un posto come analista finanziaria a Wall Street che lasciò per occuparsi di sviluppo economico in Thailandia.
Divenuta cittadina statunitense nel 2000, all'indomani dei fatti dell'11 settembre la Jayapal fondò il gruppo di pressione Hate Free Zone, che si occupava di tenere vivo il dibattito sulla tutela degli immigrati e delle minoranze etniche. Il gruppo crebbe fino a divenire una vera e propria organizzazione non profit (cambiando nome in OneAmerica nel 2008) e Pramila Jayapal si affermò come attivista a livello nazionale, venendo anche premiata come "campionessa di cambiamento" dalla Casa Bianca.
Nel 2014 si candidò per un seggio all'interno della legislatura statale di Washington come membro del Partito Democratico e riuscì a farsi eleggere, divenendo l'unica donna di colore all'interno dell'assemblea.
Nel 2016, quando il deputato di lungo corso Jim McDermott annunciò il proprio ritiro dalla politica, la Jayapal si candidò per succedergli alla Camera dei Rappresentanti e ottenne l'importante sostegno del candidato alle presidenziali Bernie Sanders. Al primo turno si piazzò al primo posto, avanzando al ballottaggio insieme al compagno di partito Brady Walkinshaw; nelle elezioni generali di novembre la Jayapal riuscì a prevalere sull'altro candidato e divenne così deputata.
Con questo risultato, la Jayapal divenne la prima donna indo-americana eletta alla Camera; si andò ad affiancare a Kamala Harris, che nella stessa tornata elettorale divenne la prima donna indo-americana ad essere eletta al Senato.